# Liste persischer Königsstädte
- Babylon wurde von Kyros II. nach seiner Eroberung als Residenzstadt beibehalten.
- Bischapur, eine Residenzstadt des Sassanidenreiches.
- Ekbatana, das heutige Hamadan, wurde als Hauptstadt der Meder gegründet, Kyros II. übernahm später die Residenz. Sie blieb im Seleukidenreich und unter den Parthern Sommerresidenz.
- Gundischapur, Winterresidenz von Schapur I. und eine der wichtigsten Städte des Sassanidenreiches.
- Seleukeia-Ktesiphon war die Hauptstadt der Parther und Sassaniden.
- Bactra, das heutige Balch in Afghanistan, war nach dem Tod Dareios’ III. für eine kurze Zeit Hauptstadt des Perserreichs. Bactra ist auch die Geburtsstadt des Zoroastrismus.
- Pasargadae wurde von Kyros II. als erste achämenidische Königsresidenz gegründet.
- Persepolis wurde von Dareios I. im Jahr 518 v. Chr. gegründet und war Hauptstadt des persischen Reichs bis zur Eroberung durch Alexander den Großen.
- Susa wurde von den Elamern gegründet, 639 v. Chr. von Assyrien zerstört, kurz danach wieder aufgebaut und von Dareios I. wieder zur Residenzstadt erhoben.

Weitere persische Hauptstädte in islamischer Zeit:
- Rey war eine Hauptstadt der Buyiden und Seldschuken.
- Täbris war unter den mongolischen Ilchanen Hauptstadt Persiens.
- Isfahan war unter den Seldschuken und Safawiden Hauptstadt Persiens.
- Maschhad war unter den Afschar Hauptstadt.
- Schiras war unter der Zand-Dynastie Hauptstadt.
- Teheran, die Nachfolgerin von Rey, ist seit der Kadscharenzeit Haupt- und Residenzstadt des Iran.
- Merw war eine Hauptstadt der Seldschuken.
- Herat war Hauptstadt der Samaniden und Timuriden.
- Samarkand war Hauptstadt der Samaniden, Karachaniden und Timuriden.
- Buchara war Hauptstadt der Samaniden und Timuriden.
- Nischapur war Hauptstadt der Tahiriden.
- Sarandsch war Hauptstadt der Saffariden.